# Pfarrkirche Günselsdorf

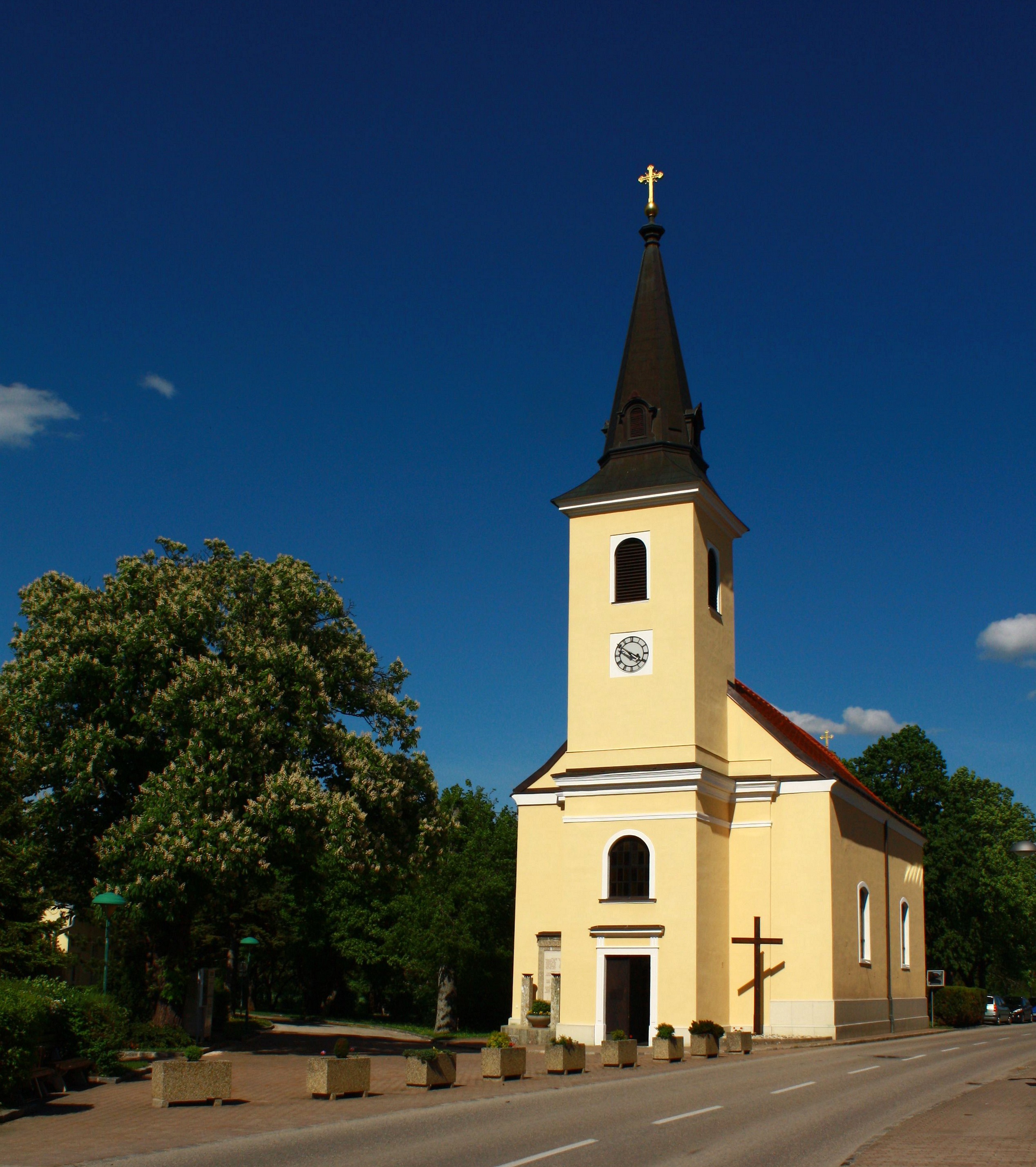
Katholische Pfarrkirche hl. Georg in Günselsdorf

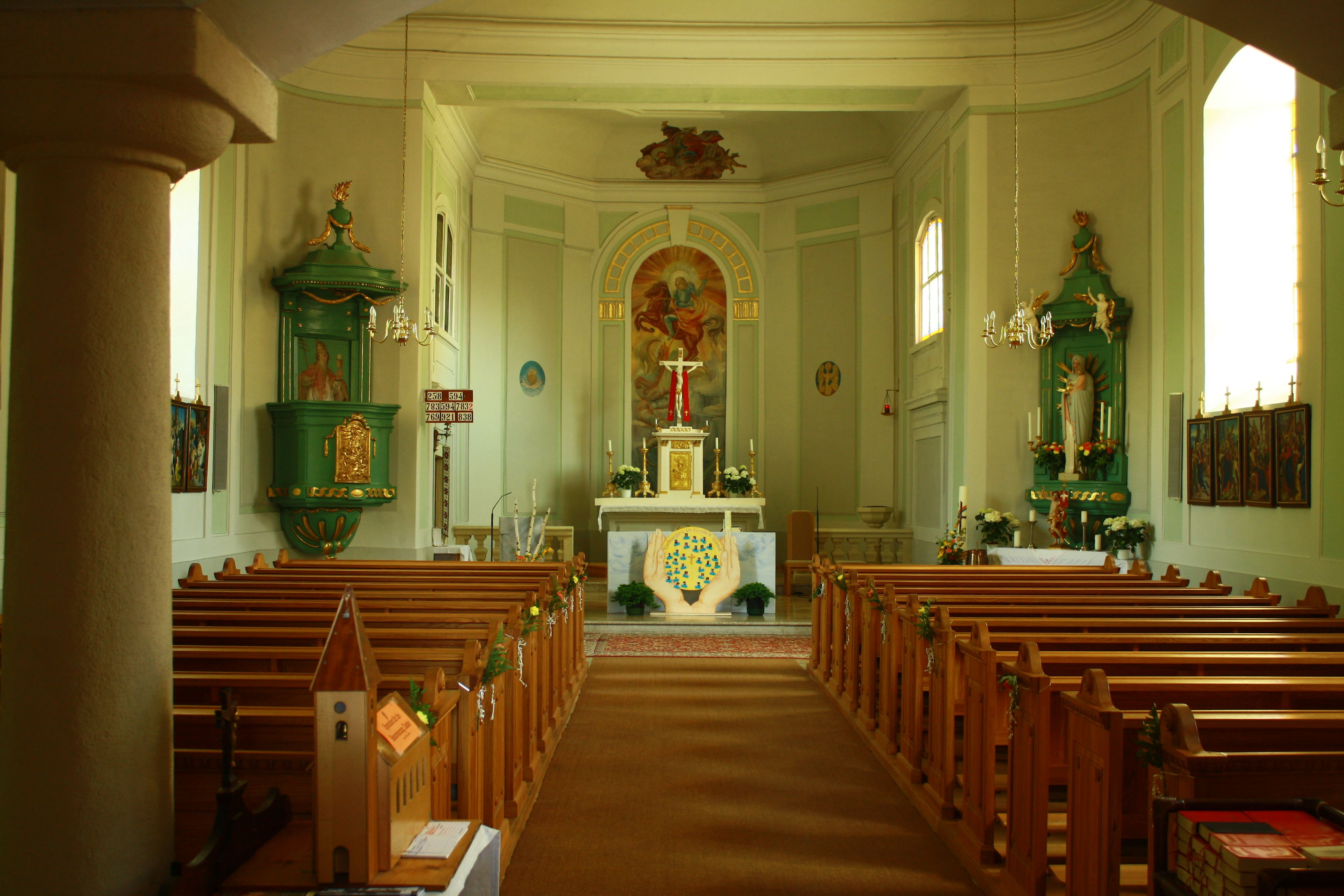
Langhaus, Blick zum Chor

Die Pfarrkirche Günselsdorf steht am nordöstlichen Ortsausgang der Marktgemeinde Günselsdorf im Bezirk Baden in Niederösterreich. Die dem Patrozinium hl. Georg unterstellte römisch-katholische Pfarrkirche gehört zum Dekanat Baden in der Erzdiözese Wien. Die Kirche steht unter Denkmalschutz (Listeneintrag).

## Geschichte
Urkundlich war 1540 Günselsdorf der Pfarre Schönau inkorporiert, gleichzeitig wurde eine Kapelle zwischen Günselsdorf und Teesdorf genannt, welche 1783 abgebrochen wurde. 1783 mit dem Neubau einer Pfarrkirche die Erhebung zur Pfarre mit der Filiale Teesdorf.

## Architektur
Das Kirchenäußere zeigt eine schlichte Saalkirche mit Segmentbogenfenstern, einen Westturm unter einem spitzen Pyramidendach und einen eingezogenen Chor mit einem polygonalen Schluss. Der nördliche Sakristeianbau hat darüber eine Empore.
Das Kircheninnere zeigt einen einheitlichen Saalraum mit ausgerundeten Ecken und flachen Pilastern, über einem umlaufenden Hauptgesims befindet sich ein Spiegelgewölbe, in der Kehlung befindet sich ein Fresko Gottvater in Engelsglorie. Westlich im Langhaus steht eine dreiachsige Orgelempore aus 1830.

## Ausstattung
Die einheitliche Einrichtung aus der Bauzeit wurde bei der Innenrestaurierung 1977 reduziert und verändert.
Der Hochaltar mit einer freistehenden josephinischen Mensa trägt einen Tabernakel mit einem kleinen Relief die Opferung Isaaks.
Die Kanzel wurde durch Kürzung des Kanzelfußes 1977 umgestaltet. Sie zeigt am geschwungenen Kanzelkorb das Relief Bergpredigt und an der ehemaligen Kanzeltür das Gemälde Allegorie der Kirche (Ecclesia), das Pendant ist ein Fragment eines Seitenaltares mit einer Baldachinkonsole.
Die Kreuzwegbilder in der Art von Josef Führich entstanden im zweiten Viertel des 19. Jahrhunderts.
Die Orgel mit 10 Registern baute Jakob Deutschmann 1834.